# Игра в шахматы (картина Сарджента)
«Игра в шахматы» (англ. The Chess Game) — картина американского художника Джона Сингера Сарджента (1856—1925).

## История создания и судьба картины

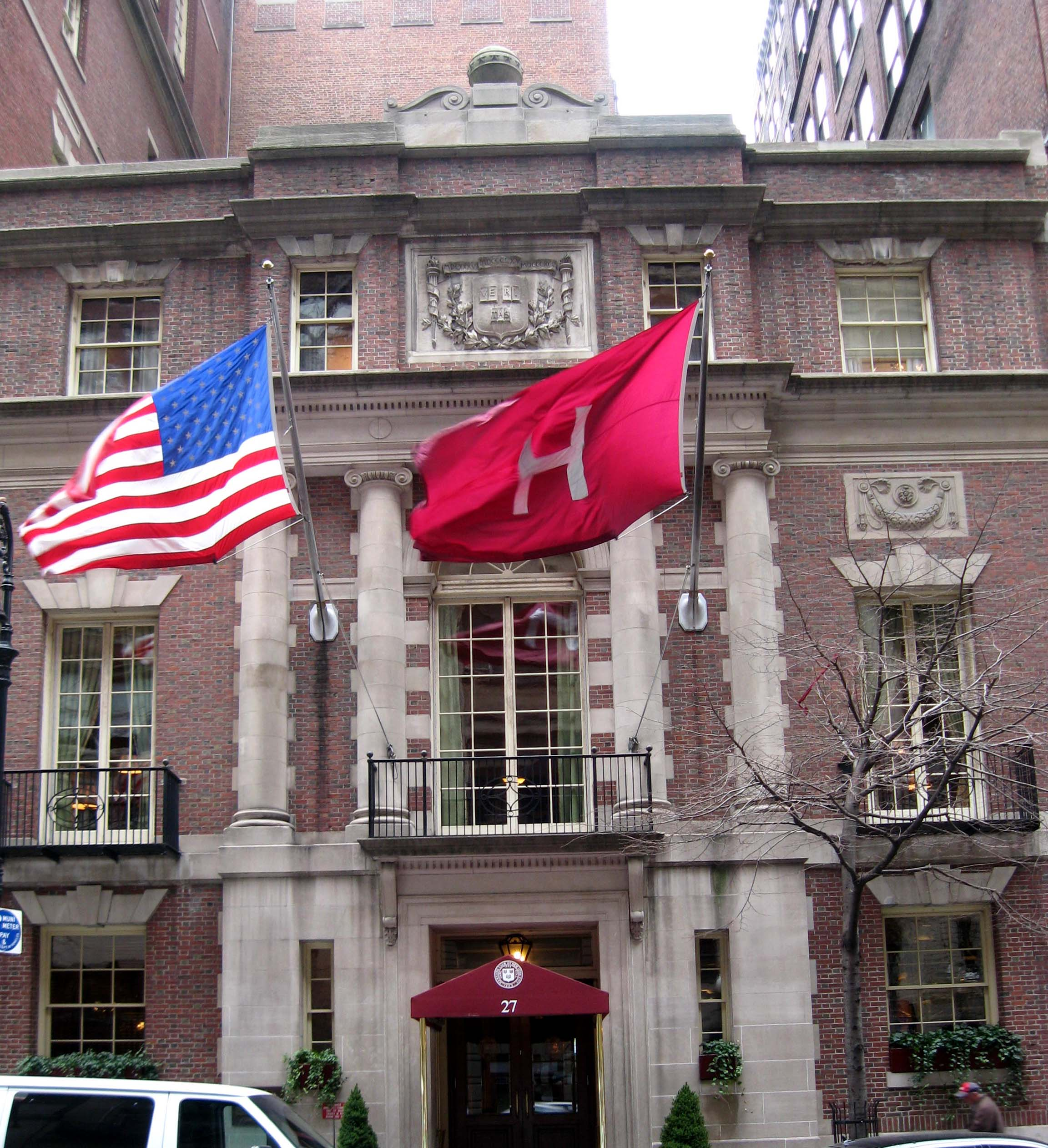
Гарвардский клуб Нью-Йорка, где хранится картина

Общепринятая датировка картины — 1907 год, однако авторитетная монография Чарлза Меррилла Маунта приводит в качестве даты 1908 год. Техника — холст, масло. Размер — 69,9 на 55,3 сантиметра. Присутствует подпись художника в нижнем левом углу — John S. Sargent. Картина была вкладом Сарджента в Большую лотерею Центральной галереи искусств в 1924 году.
В настоящее время картина находится в Гарвардском клубе Нью-Йорка (англ. Harvard Club of New York). Оценивается в 12,5 миллионов долларов.
Хотя действие картины Сарджента происходит на Востоке, она была создана во время его летней поездки в Casa Purtud на севере Италии в области Валле-д’Аоста. Действие картины происходит у небольшого ручья на горном массиве Peuterey вблизи Casa Purtud, где Сарджент со своими близкими отдыхал летом с 1904 по 1907 годы. Ничем не примечательный ручей является притоком небольшой реки Дора-ди-Вени (фр. Doire de Veny, итал. Dora di Veny), которая течёт от Лак-де-Комбаль (фр. Lac de Combal) до Валь Вени (фр. Val Vény). Это место приобрело большое значение для художника, неоднократно рисовавшего его маслом и акварелью, восхищаясь причудливыми рельефами и световыми эффектами. Покидая Лондон, Сарджент захватил собственный реквизит для будущих картин, он включал восточные костюмы, а ручей и его луга превратились в сценические декорации. Белая шёлковая одежда с зелёными пятнами, присутствующая на картине, также появляется на полотнах Сарджента «Ручей» («The Brook», 1907, Частная коллекция), «Зулейка» (1907, Бруклинский музей искусств) и на портрете Альмины Вертхаймер (1908).
Сарджент был холостяком с широким кругом друзей. Современники воспринимали его как уравновешенного и даже скрытного человека, возможно, скрывавшего свой сложный и страстный внутренний мир и предполагаемую многими его знакомыми гомосексуальную ориентацию. Современники также отмечали и его интерес к женскому полу. Между 1905 и 1914 годами наиболее близкими друзьями Сарджента была супружеская пара художников Уилфрид де Глен и Джейн Эммет де Глен (англ. Wilfrid и Jane de Glehn). Вместе они проводили лето во Франции, Испании или Италии, изображали друг друга на своих картинах во время путешествий. Уилфрид и Джейн де Глен сопровождали Сарджента и в 1907 году во время пребывания в Casa Purtud. 13 августа Джейн писала своей матери:

«Вчера я провела целый день, позируя с утра в турецком костюме для Сарджента на мшистых берегах ручья. Я и Роза-Мари, одна из самых маленьких Ормондов. Он создаёт настоящий гарем для себя на берегу ручья. У него есть прекрасные восточные одежды и платья, любого он может изобразить в них»— Kilmurray, Elaine & Ormond, Richard. John Singer Sargent
В «Игре в шахматы» две фигуры поглощены игрой в шахматы; женская фигура не может быть идентифицирована (греческий искусствовед Νικόλας Σφήκας предполагает, что это может быть одна из племянниц художника), но мужчина легко отождествлён искусствоведами. Это лакей Сарджента — Николя Д’Инверно (англ. Nicola d'Inverno), который часто ездил за границу со своим господином. Николя Д’Инверно запечатлён на нескольких других картинах художника, в том числе — среди мужских фигур на картине «Блаженное безделье» («Dolce Far Niente», Бруклинский музей искусств), где он также изображён играющим в шахматы.

## Художник и шахматы
Джон Сингер Сарджент был заядлым шахматистом, хотя и любителем, а не профессионалом. В свои длительные поездки он всегда брал комплект шахмат. Существует датированный 1917 годом рисунок Раймонда Кросби (англ. Raymond Moreau Crosby) наклонившегося Сарджента, предположительно размышляющего над шахматной партией (или по другой версии — над книгой).
Сохранились три работы художника, где представлена его любимая игра: «Игра в шахматы», «Игра в шахматы» (карандашный набросок) и «Dolce Far Niente».

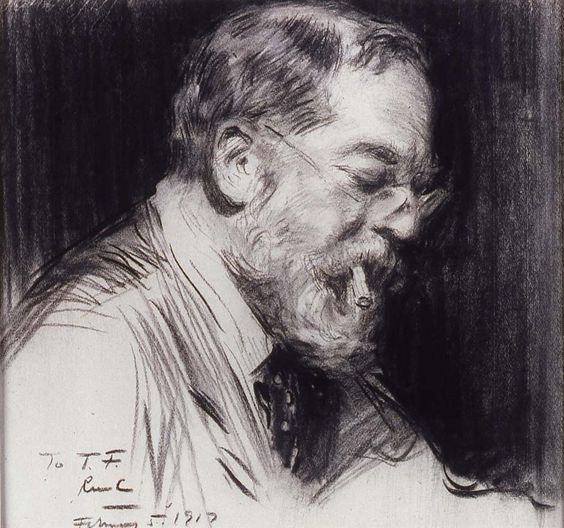
Раймонд Кросби. Портрет Джона Сингера Сарджента (склонившегося над шахматной доской?), 1917
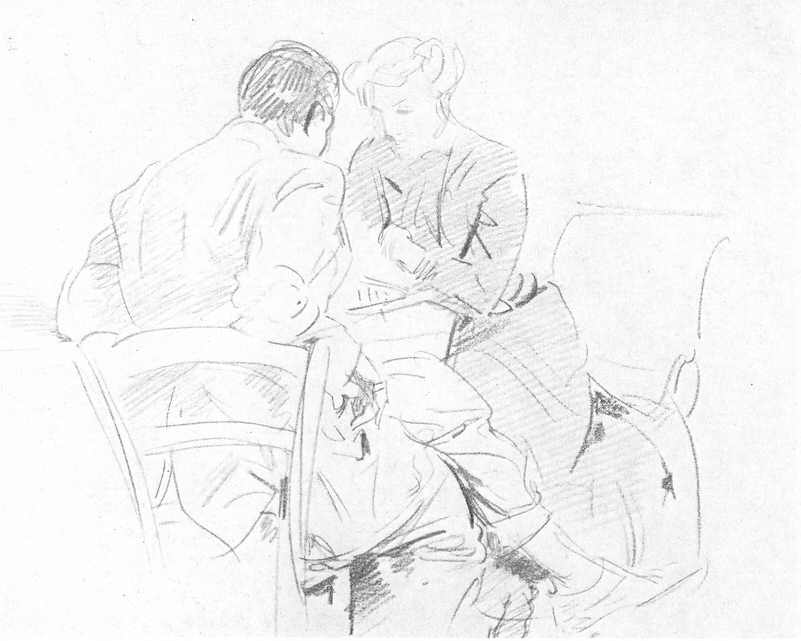
Джон Сингер Сарджент. Игра в шахматы. Карандашный рисунок
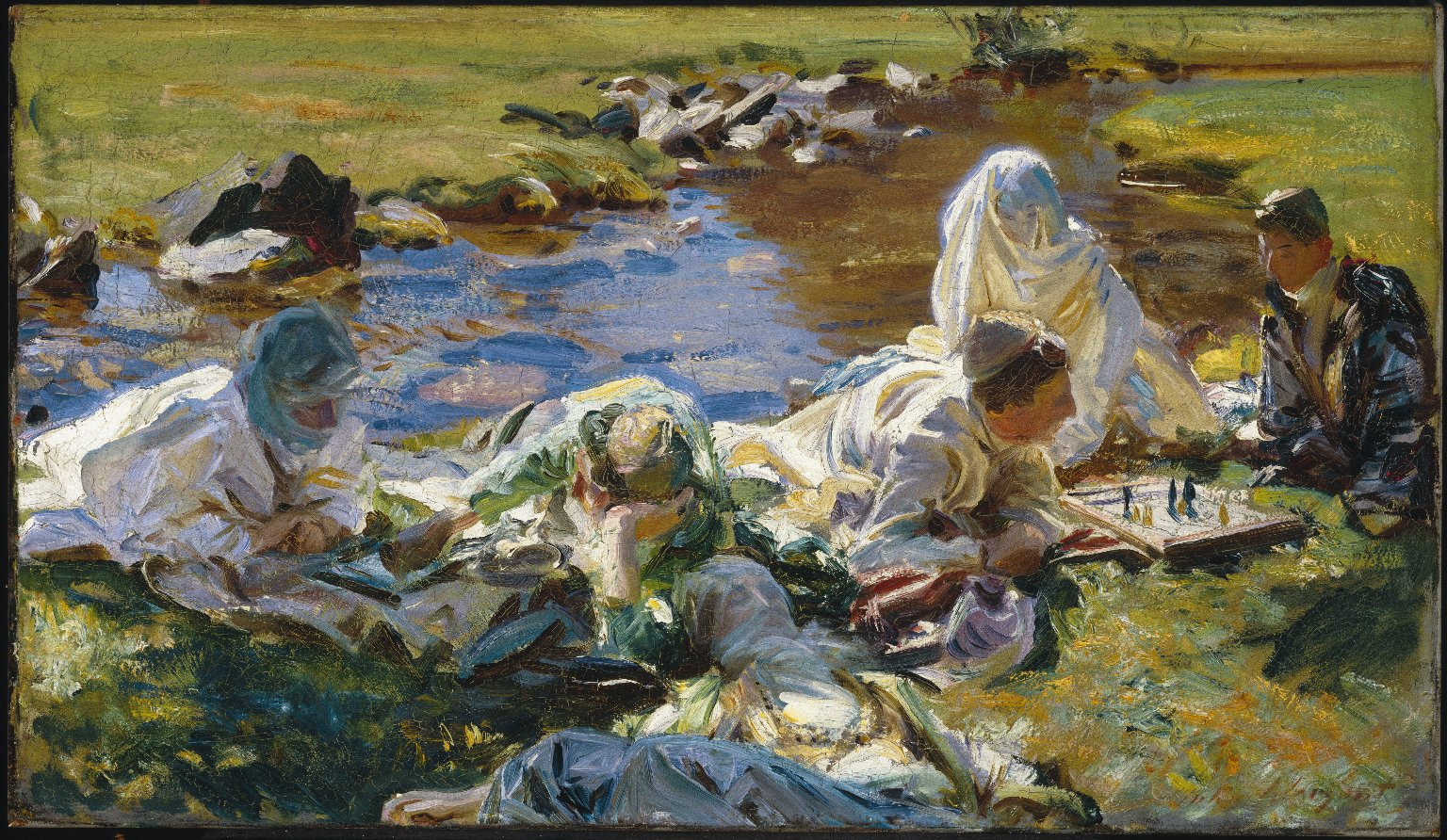
Джон Сингер Сарджент. Сладкое безделье, около 1907

## Особенности изображения
Картина изображает прекрасный мир красоты, фантазии и чистого искусства, в котором пребывает на отдыхе художник вместе со своими близкими друзьями.
Восточный колорит картины не случаен. Он не является уникальным в творчестве художника. Воображение Сарджента часто подпитывали восточные сюжеты и образы, возможно, их стимулировал его второй визит на Ближний Восток в 1905—1906 годах. Он, как известно, «поглощал» в большом количестве сказки «Тысячи и одной ночи» и европейские стилизации под них. Одной из любимых книг Сарджента был «Ватек» Уильяма Бекфорда.
В картине «Игра в шахматы» заметно влияние творчества Антуана Ватто, Жана Оноре Фрагонара, но с налётом таинственности и неоднозначности. Прослеживаются связи с творчеством французских художников-ориенталистов XIX века: Жана-Жозефа Бенжамен-Констана и Жана-Леона Жерома, а также английского художника Джона Фредерика Льюиса. Греческий искусствовед Νικόλας Σφήκας отмечает близость картины с работами французского импрессиониста Клода Моне.
Искусствоведы высказывали предположение о близких отношениях изображённых персонажей, подчёркиваемых композицией картины. Это необычная вертикальная композиция, сжимающая пространство холста. Изображение близко духу стиля рококо: динамические кривые и причудливые складки драпировок устанавливают прочные внутренние ритмы композиции. Техника Сарджента виртуозна, он наносит на поверхность энергичные широкие мазки густым слоем и создаёт сочную по цвету и шероховатую на ощупь поверхность холста.